# Othius lapidicola
Othius lapidicola är en skalbaggsart som beskrevs av Johann Christian Friedrich Märkel och Ernst Hellmuth von Kiesenwetter 1848. Othius lapidicola ingår i släktet Othius, och familjen kortvingar. Arten är reproducerande i Sverige.